# Zuid-Gelders
Zuid-Gelders (of Dialect in het gebied van de grote rivieren) is de groep Nederfrankische dialecten die gesproken worden in het rivierengebied van Gelderland: met name in de Veluwezoom, het Rijk van Nijmegen, het Land van Maas en Waal, de Bommelerwaard, de Tielerwaard, de Betuwe en de Liemers. 
Het Zuid-Gelders wordt in iets bredere zin gerekend tot de zuidelijk-centrale dialectengroep van het Nederfrankisch, waartoe ook het Brabants behoort.

## Geografische afbakening
Jo Daan heeft de volgende grenzen van het Zuid-Gelders gedefinieerd: naar het noorden loopt het Zuid-Gelders over in het nauw verwante Utrechts. Deze overgang wordt gedefinieerd door de gij/jij-isoglosse, die ten noorden van Arnhem de grens met het Veluws vormt. Ten zuiden van deze isoglosse komt naast gij en ge ook de vorm gullie (ontstaan uit gij + lieden) voor, versus jij, je en jullie aan de noordzijde. De gij/jij-isoglosse werd in 1934 voor het eerst beschreven door Adriana Roelandia Hol en is daarom ook wel de "Hol-lijn" genoemd. Volgens Hol liep de isoglosse vanuit het Zuid-Hollandse Gorcum via Spijk naar Acquoy en vervolgens ten westen van Buren en ten oosten van Asch en Rijswijk, om uiteindelijk bij de Rijn uit te komen. In 1974 constateerde Adri Keij dat in Gorcum niet langer gij, maar jij gezegd werd. Sinds de publicatie van Daan is de jij/gij-grens dus opgeschoven naar de Rijn. Tegenwoordig wordt in Arnhem dan ook het persoonlijk voornaamwoord "jij" gebruikt.
In het oosten vormen de dialecten van de Liemers een ongewoon brede overgangszone tussen het Nederfrankisch en het Nedersaksisch, met als grens de eenheids-pluralislijn. De zuidoostgrens valt samen met de rijksgrens (Jo Daan onderzocht de dialecten in Duitsland niet). In het zuiden is de grens met het Noord-Brabants en Noord-Limburgs de zuidelijke heget- en doeget-vorm van "heeft" en "doet".

### Alternatieve indelingen

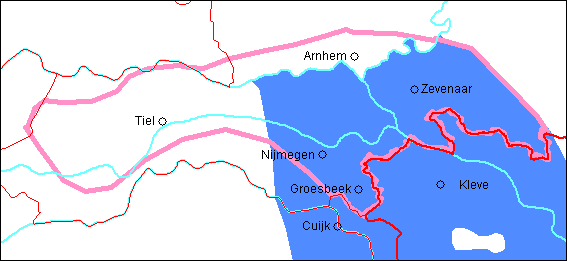
Zuid-Gelders volgens Jo Daan (roze) vergeleken met Kleverlands volgens Goossens (blauw)

De afgrenzing met het nauw verwante Brabants is nergens haarscherp en is door diverse auteurs verschillend benaderd. Zo rekent Daan ook de Noord-Limburgse variant van het Kleverlands tot het Brabants, terwijl Jan te Winkel Jacques van Ginneken en Jan Goossens de grens trekken bij de ijs/ies-isoglosse. Tielerwaards (Nederbetuws) en de dialecten van Land van Maas en Waal worden in dit geval bij het Brabants ingedeeld.
Zoals uit de problematiek van de afbakening blijkt, worden de zaken bemoeilijkt wanneer men de Nederlandse dialecten geografisch wil beschrijven met inachtneming van de Nederlands-Duitse staatsgrens. Bij de grens met Duitsland lopen de Nederfrankische dialecten van het noordelijke Rijnland ten noorden van de Uerdinger Linie geleidelijk in de Zuid-Gelderse over. In Noord-Limburg en Noordoost-Brabant spreekt men dialecten die ook tot deze groep behoren. 
Het Zuid-Gelders, het Noord-Limburgs en een groep Nederfrankische dialecten over de Duitse grens worden samen vaak tot het Kleverlands gerekend.

## Kenmerken

### Brabants
Kenmerken van de Zuid-Gelderse dialecten die ook worden aangetroffen in de meeste varianten van het Brabants zijn:
1. Verbuigingen als mèrège (morgen), nij (nieuw) en het weglaten van de eind-d's en -t's (da en nie in plaats van "dat" en "niet");
2. Bij het gebruik van een persoonlijk voornaamwoord in de tweede persoon enkelvoud wordt vaak gekozen voor "gij"/"ge" (de Standaardnederlandse j is hier eigenlijk een allofoon van de g in ge). Dit "gij"/"ge" wordt op dezelfde wijze gebruikt als in het Brabants. In vragende zinnen wordt bijvoorbeeld in plaats van het Standaardnederlandse "wil je" vaak gekozen voor wil-de waarbij de uitgang -de voortkomt uit een enclise met assimilatie van "wilt ge" . Spreekt men een oudere of onbekende aan, dan versterkt men met "gij", waardoor er een tautologische uitdrukking ontstaat: kun-de gij, wil-de gij.
3. Verkleinwoorden met uitgang -(s)ke.

### Klinkerverkorting
Het verkorten van lange klinkers voor medeklinkerclusters, zoals in makte (maakte) en kekt (kijkt) gebeurt alleen in het zuidelijke deel van het Zuid-Gelderse taalgebied. De isoglosse hiervoor loopt volgens onderzoek van Toon Weijnen vanuit Wageningen via Tiel, Beesd en Gorcum naar Willemstad.

### ol/al vs. ou
De Diest-Nijmegenlinie en de old/oud-lijn zijn geleidelijk aan steeds meer naar het oosten verschoven. In 2002 lagen deze isoglossen ten oosten van Arnhem. Onderzoek aan het eind van de 20e eeuw van de dialectologen Gerrie Driessen en Nol Hell heeft uitgewezen dat de uitspraken al en ol - waar elders in het Nederlandse taalgebied ou is te horen - toen nog volop voorkwamen in Millingen en Groesbeek.

### Utrechts
In de Betuwe manifesteert de invloed van het dicht in de buurt gesproken Stad-Utrechts zich in de "platte" a. Enkele andere typisch Utrechtse klanken vindt men ook terug in het Betuws.

### Nijmeegs
Opvallend is dat het stadsdialect van Nijmegen, het Nijmeegs, sterk afwijkt van de plattelandsdialecten uit de directe omgeving.

## Classificatie
- Indo-Europees
  - Germaans
    - West-Germaans
      - Nederfrankisch
        - Zuid-Gelders

## Woordenboeken
Er zijn twee thematische woordenboeken beschikbaar die delen van het oorspronkelijke definitiegebied van het Zuid-Gelders bevatten:
- WGD Woordenboek van de Gelderse Dialecten (Gelders Rivierengebied en de Gelderse Veluwe)[13][14]
- WALD Woordenboek van de Achterhoekse en Liemerse Dialecten[15] (ook wel omschreven als de taal van Achterhook naar Gönnekant)[16].